# 余明炎
余明炎（1916年—），男，广东博罗人，中国教育管理专家，曾任中国教育学会常务理事，第六届全国人大代表。